# اچ‌ام‌اس کوئین (۱۸۳۹)
اچ‌ام‌اس کوئین (۱۸۳۹) (به انگلیسی: HMS Queen (1839)) یک کشتی بود که طول آن ۲۰۴ فوت ۲ ۱⁄۲ اینچ (۶۲٫۲ متر) بود. این کشتی در سال ۱۸۳۹ ساخته شد.